# جام حذفی فوتبال بحرین
جام حذفی فوتبال بحرین رقابت‌هایی است که از سال ۲۰۰۰ (میلادی) تاکنون در این کشور برگزار می‌شود و باشگاه ورزشی المحرق با پنج قهرمانی موفق‌ترین تیم این رقابت‌ها است.
باشگاه فوتبال منامه هم در سال ۲۰۲۳ برای نخستین بار موفق به قهرمانی در این رقابت‌ها شد.